# Kościół Miłosierdzia Bożego w Sicku
Kościół Miłosierdzia Bożego w Sicku – katolicki kościół filialny zlokalizowany we wsi Sicko w gminie Recz, w powiecie choszczeńskim (województwo zachodniopomorskie). Należy do parafii św. Jana Kantego w Wapnicy.

## Historia i architektura
Kościół został wzniesiony w XIX wieku, przypuszczalnie na miejscu wcześniejszej świątyni. Murowany z kostki granitowej jest budowlą salową, krytym ceramiczną dachówką. Wzniesiony został na planie prostokąta, z zamkniętym trójbocznie prezbiterium. Naroża zwieńczone sterczynami i obramowania okien wymurowane zostały z cegły. Okna i portal wejściowy zamknięte są ostrymi łukami.
Kościół uległ znacznym zniszczeniom podczas II wojnie światowej. Odbudowany w latach 1983–1986, został konsekrowany w dniu 11 czerwca 1989 roku przez biskupa Stanisława Stefanka.